# 尤氏下鱵
尤氏下鱵（学名：Hyporhamphus yuri），又名尤氏下鱵魚、補網師、水針，为辐鳍鱼纲颌针目鱵科下鱵魚屬下的一个种，该物种主要分布于西北太平洋琉球群岛及周边海域。